# Osella FA1E
La Osella FA1E è una vettura da Formula 1 realizzata della Osella Corse per la seconda parte della stagione 1983.

## Antefatto
Alla fine del 1982, la permanenza del costruttore torinese in Formula 1 era assai a rischio. In suo soccorso venne l'Alfa Romeo che si impegnò a fornire ad una cifra simbolica i vecchi motori V12 utilizzati, sino all'anno precedente, dalla scuderia ufficiale.
La fornitura comprese anche cambi e sospensioni posteriori e pare dovesse inizialmente prevedere la fornitura anche del telai monoscocca dell'Alfa Romeo 182. Era tutto materiale di fatto superato dalla decisione dell'Alfa Romeo di adottare per il 1983 il nuovo motore turbo 8 cilindri.
La fornitura dei telai però non si concretizzò per il veto della scuderia Euroracing che aveva da quell'anno il ruolo di scuderia ufficiale Alfa Romeo. 
Pertanto si decise di realizzare un telaio ex-novo affidandone la progettazione al tecnico Tony Southgate, che vantava una vasta esperienza come progettista con BRM, Eagle, Shadow, Arrows e Theodore.
L'accordo con Alfa Romeo prevedeva di dar debuttare la vettura al Gran Premio di San Marino 1983, ma non potendo essere pronto il nuovo telaio, la prima vettura venne realizzata utilizzando un telaio del 1982.

## Tecnica

### La vettura "intermedia"
Dopo che la scuderia aveva iniziato, con i due piloti Corrado Fabi e Piercarlo Ghinzani la stagione con vetture a motore Ford Cosworth DFV, una prima vettura venne approontata sulla base del telaio della Osella FA1D, opportunamente modificato nella zona del serbatoio e degli attacchi motore.
Cambio e sospensioni posteriori erano di origine Alfa Romeo, mentre l'aerodinamica si ispirava alla Brabham BT 52 con configurazione aerodinamica a Freccia. Le sospensioni anteriori a "Bilanciere" erano le stesse della vettura a motore Ford. 
Ne venne costruito un solo esemplare, utilizzato dal solo Ghinzani per alcuni Gran Premi e poi destinato come "muletto".

### La vettura definitiva
A partire dal Gran Premio di Gran Bretagna due esemplari della nuova vettura si resero disponibili.
Si differenziava dalla precedente per la monoscocca progettata da Tony Southgate e realizzata presso la TCP in Inghilterra. Essa era costruita in tecnica mista con la parte inferiore in Honeycomb di alluminio su cui era avvitato la parte superiore anteriore e posteriore in fibra di carbonio.
Differenti anche le sospensioni anteriori con uno schema originale con un pontone e gruppo molle ammortizzatori poste a "V" rovesciata in alto.
Invariati aerodinamica, meccanica e sospensioni posteriori.
Ne furono costruite 2 una per ciascuno dei due piloti.

## Carriera agonistica
La vettura intermedia fu utilizzata dal solo Ghinzani in 5 gare, riuscendo a qualificarsi solo al Gran Premio degli Stati Uniti-Est 1983, dove fu costretto al ritiro. Dopodiché venne declassata a vettura di riserva.
Le vetture "definitive" esordirono al Gran premio di Gran Bretagna e disputarono le rimanenti gare dell'anno, qualificandosi 12 volte. 
Non ottennero particolari risultati, con un decimo posto come massima prestazione.
Nel 1984 una delle vetture venne "ripescata" per permettere a Jo Gartner di esordire al Gran Premio di San Marino 1984, dopo che l'incidente di Ghinzani alla gara in Sudafrica aveva privato il team di una vettura.

## Risultati sportivi
| Anno | Team                 | Motore          | Gomme | Piloti             |  |  |  |    |    |    |     |    |     |     |    |    |     |     |     | Punti | Pos. |
| ---- | -------------------- | --------------- | ----- | ------------------ |  |  |  | -- | -- | -- | --- | -- | --- | --- | -- | -- | --- | --- | --- | ----- | ---- |
| 1983 | Osella Squadra Corse | Alfa Romeo 1260 | M     | Corrado Fabi       |  |  |  |    |    |    |     |    | NQ  | NQ  | 10 | 11 | Rit | NQ  | Rit | 0     | -    |
| 1983 | Osella Squadra Corse | Alfa Romeo 1260 | M     | Piercarlo Ghinzani |  |  |  | NQ | NQ | NQ | Rit | NQ | Rit | Rit | 11 | NQ | Rit | Rit | Rit | 0     | -    |

| Anno | Team                 | Motore          | Gomme | Piloti     |  |  |  |     |  |  |  |  |  |  |  |  |  |  |  |  | Punti | Pos. |
| ---- | -------------------- | --------------- | ----- | ---------- |  |  |  | --- |  |  |  |  |  |  |  |  |  |  |  |  | ----- | ---- |
| 1984 | Osella Squadra Corse | Alfa Romeo 1260 | P     | Jo Gartner |  |  |  | Rit |  |  |  |  |  |  |  |  |  |  |  |  | 2     | 11°  |

| Legenda | 1º posto     | 2º posto | 3º posto    | A punti         | Senza punti/Non class.  | Grassetto – Pole position Corsivo – Giro più veloce |
| Legenda | Squalificato | Ritirato | Non partito | Non qualificato | Solo prove/Terzo pilota | Grassetto – Pole position Corsivo – Giro più veloce |